# Grand Central Terminal

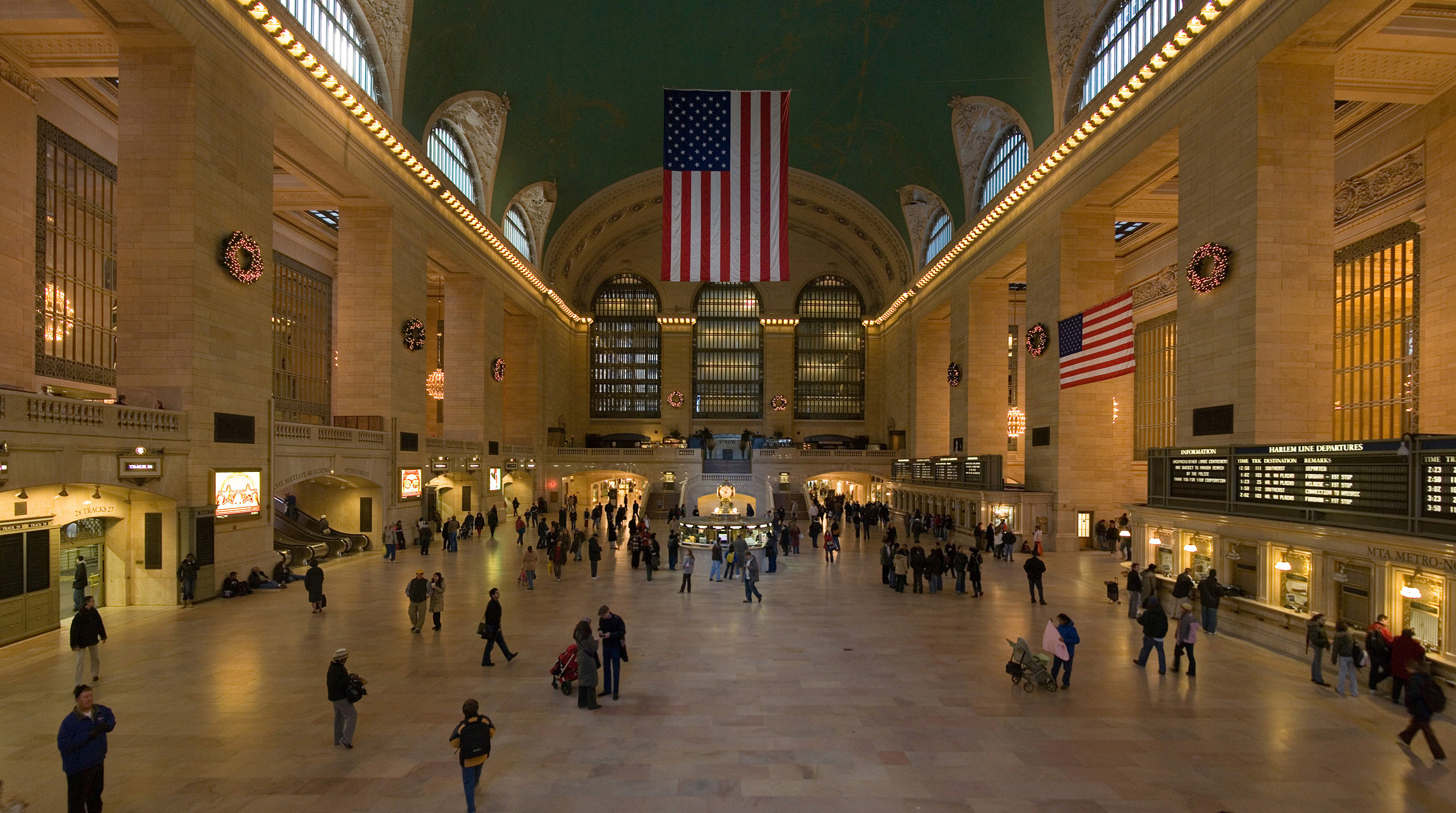
Pohled do hlavní haly nádraží

Grand Central Terminal (znám také jako Grand Central Station) je nádraží na Manhattanu v New Yorku. Je to nádraží s nejvyšším počtem nástupišť (44) a má 67 kolejí, která jsou rozdělena do dvou pater a obě jsou pod zemí.
Je konečnou stanicí na 42. ulici a Park Avenue v centru Manhattanu.

## Historie
Výstavba Grand Central Terminal proběhla mezi léty 1903–1913, otevřena pak byla 2. února 1913. Budova byla navržena ve stylu Beaux-Arts.
Před vybudováním Grand Central Terminal stály na jeho místě dvě budovy železničních stanic. Grand Central byl postaven pro New York Central Railroad v době největšího rozkvětu amerických železnic. V současnosti se plánuje rozšíření stanice na 75 kolejí a 48 nástupišť. Terminál se rozkládá na ploše 48 akrů.
Budova bývá nepřesně nazývána „Grand Central Station“, tento název však označuje nedalekou poštu, jde i o jméno předcházející železniční stanice a taktéž stanice metra na stejném místě. Od roku 1976 je stanice zapsána do seznamu amerických památek jako National Historic Landmark. Po útocích z 11. září visí ze stropu americká vlajka, která dominuje celému prostoru. Za zmínku stojí i staniční hodiny, které jsou symbolem Grand Central.

## Pojmenování
Ačkoli byl terminál oficiálně nazýván "Grand Central Terminal", od té doby, co se současná stavba otevřela, "byla vždy více hovorově a milovaně známá jako Grand Central Station", což je název jedné z dřívějších železničních stanic na stejném místě. "Grand Central Station" je název nedaleké stanice US Post Office na adrese 450 Lexington Avenue, ale může se také týkat stanice metra Grand Central-42nd Street, terminál. Jméno bylo také používáno pro renovovaný Grand Central Depot, od roku 1900 až do jeho demolice v roce 1903.

## Současnost
Dnes je nádraží tepajícím srdcem jak Manhattanu tak New Yorku, denně sem přijde více než 700 000 lidí a to nejen za svými vlaky (v největší špičce vlaky jezdí každou minutu), ale také za výborným jídlem (slavný Grand Central Oyster Bar), kde se každý den prodá několik tun (!) ústřic a dalších mořských plodů) a na nákupy, protože je zde možné koupit téměř vše, což z tohoto nádraží dělá zároveň i obchodní centrum, pod slavnými hodinami si dávají sraz lidé z celého New Yorku a je jedním z nejoblíbenějších cílů turistů, na čemž se také podílí také tzv. Šeptací galerie, kde když zašeptáte u jednoho sloupu, u protilehlého se zřetelně ozve Váš hlas. Zajímavostí je, že se měsíčně v budově nádraží ztratí dokonce několik tisíc věcí.